# 大学西街站
大学西街站（蒙古语：ᠶᠡᠬᠡ ᠰᠤᠷᠭᠠᠭᠤᠯᠢ ᠪᠠᠷᠠᠭᠤᠨ ᠵᠡᠭᠡᠯᠢ）是呼和浩特地铁2号线的地铁车站，位于中华人民共和国内蒙古自治区呼和浩特市赛罕区人民路街道、回民区中山西路街道与玉泉区小召前街道交界锡林郭勒南路与大学西街交叉口地下，2020年10月1日開通运营。

## 车站结构
大学西街站位于锡林郭勒南路与大学西街交叉口，沿锡林郭勒南路呈南北向布置，长218米，标准段宽度19.7米，为地下两层岛式车站。
| 地面              | 出入口 | A-D出入口 |
| 地下一层          | 站厅   | 客服中心、自动售票机、验票机                                                                                    |
| 地下二层          | 站台层 | \| \| \| █ 2号线往塔利东路（中山路） \| \| 島式 · 開左邊车门 \| \| \| \| \| \| █ 2号线往阿尔山路（诺和木勒） \| |
|                   |        | █ 2号线往塔利东路（中山路）                                                                                     |
| 島式 · 開左邊车门 |        | |
|                   |        | █ 2号线往阿尔山路（诺和木勒）                                                                                   |

## 车站出口
大学西街站共设4个出口，各出口及周围设施如下所示：
| 出口编号            | 照片 | 地点                 | 可到达目的地       |
| ------------------- | ---- | -------------------- | ------------------ |
| A · 出口            |      | 锡林郭勒南路（东侧） | 呼和浩特市委小区   |
| B · 出口            |      | 锡林郭勒南路（东侧） | 泰德潮空间         |
| C · 出口            |      | 锡林郭勒南路（西侧） | 呼和浩特华润万象城 |
| D · 出口 · （设有） |      | 锡林郭勒南路（西侧） | 青城公园           |
| 图例： 设有         |      |                      |                    |

## 接驳交通

### 公交车
- 鄂尔多斯广场：56路、57路、60路、62路、70路、71路、84路、98路、K2路、夜间2号线
- 学府康都：8路、18路、27路、31路、34路、56路、62路、98路、K6路、S32路、夜间6号线、夜间8号线

## 历史
- 2020年10月1日，本站随2号线通车一同开通[1]。
- 2024年10月21日，A出口开通对外服务[4]。